# Fájdalmas Anya kápolnája (Eger)
A Hatvani temető kápolnáját a Fájdalmas Anyának szentelték; róla magát a temetőt is gyakran a Fájdalmas Anya temetőjeként említik. A temető déli bejáratánál, szabadon áll. Műemlékvédelmi törzsszáma: 1962, KÖH azonosító száma 5522.

## Története
Horváth Mihály tanácsos építtette 1776-ban; 1909-ben renoválták.

## Az épület
A nyugat-délnyugatnak tájolt, homlokzati tornyos, egyhajós barokk kápolna szentélye egyenesen záródik. Teteje a szentély felől kontyolt nyeregtető. Belső terei boltozottak, a hajó bejárati oldalán karzatot alakítottak ki. A szentélyhez mindkét oldalon egy-egy melléktér csatlakozik.

## Berendezése
Bútorzata 18–19. századi; az egyik mellékoltár képeit 1780–1790 között valószínűleg Wittmann János festette, a másikét 1855-ben Kovács Ferenc.